# Simpang Tiga (Simpang Renggiang)
Simpang Tiga is een bestuurslaag in het regentschap Belitung Timur van de provincie Bangka-Belitung, Indonesië. Simpang Tiga telt 1427 inwoners (volkstelling 2010).